# ʠ
ʠ (Q med en krog) er et bogstav i det latinske alfabet, der stammer fra q med tilføjelsen af en krog ( ̡).
Det blev tidligere (kortvarigt) brugt i det internationale fonetiske alfabet for at repræsentere en ustemt uvular plosiv). Det blev taget ud af brug i 1993, hvor det blev erstattet med [ʛ̥].
Det bør ikke forveksles med Q (Ɋ), som også er udformet med en krog.

## Computer
Selvom det ikke længere bruges, kan det stadig laves i Unicode:
- Q med en krog
  - ʠ: U+02A0

| Sprog | Spire Denne artikel om sprog er en spire som bør udbygges. Du er velkommen til at hjælpe Wikipedia ved at udvide den. |